# Чарльз Голланд
Чарльз Голланд (англ. Charles R. Holland; нар. 21 січня 1946, Елкінс, округ Рендолф, Західна Вірджинія) — американський воєначальник, генерал Повітряних сил США (2000), 6-й командувач силами спеціальних операцій Збройних сил США (2000—2003), командувач сил спецоперацій Повітряних сил (1997—1999). Учасник війн у В'єтнамі та в Перській затоці.
Генерал Голланд переважну частину військової служби був висококласним бойовим льотчиком, мав понад 5 000 годин нальоту і виконав понад 100 бойових вильотів, у тому числі 79 з них — у Південно-Східній Азії під час бойових дій на літаку вогневої підтримки AC-130 Spectre. Також пілотував військово-транспортні літаки C-130 Hercules і C-37 Gulfstream, літаках вогневої підтримки AC-130, рятувальних літаках HC-130, літаках Сил спеціальних операцій MC-130, навчальних літаках T-39, вертольотах Сил спеціальних операцій MH-53 і MH-60, транспортних вертольотах типу H-3 і багатоцільових вертольотах типу H-1.

## Біографія
Чарльз Голланд народився 21 січня 1946 року в містечку Елкінс в окрузі Рендолф, у штаті Західна Вірджинія. Вищу військову освіту здобув в Академії Повітряних сил у Колорадо-Спрінгз у 1968 році за фахом бакалавр наук у галузі аерокосмічних технологій. Ступінь магістра мистецтв здобув у Тройському університеті на авіаційній базі Рамштайн у Німеччині. Потім здобув майстра наук у галузі аерокосмічних технологій у Технологічному інституті Повітряних сил на базі Повітряних сил Райт-Паттерсон в Огайо. Згодом навчався у Гарвардському інституті державного управління імені Джона Ф. Кеннеді.
Військова кар'єра
- 5 червня 1968 — другий лейтенант
- 5 грудня 1969 — перший лейтенант
- 5 червня 1971 — капітан
- 19 квітня 1979 — майор
- 1 грудня 1982 — підполковник
- 1 грудня 1985 — полковник
- 20 травня 1993 — бригадний генерал
- 22 лютого 1997 — генерал-майор
- 1 листопада 1999 — генерал-лейтенант
- 1 грудня 2000 — генерал

Військову освіту здобув на піхотних офіцерських курсах підвищення кваліфікації, у Командно-штабному ПС та Індустріальному коледжах ЗС США у Форті Леслі Макнейр, у Вашингтоні, округ Колумбія.
Після завершення навчання в Академії ПС та отримання звання другий лейтенант проходив навчання на курсах підготовки льотчиків на авіабазі Різ, Техас. Потім, з вересня по листопад 1969 року пройшов початкову кваліфікаційну підготовку пілотів військово-транспортного літака C-130E на авіабазі Сьюард, Теннессі. З листопада 1969 по вересень 1972 року служив у 347-ій і 772-й тактичних військово-транспортних ескадрильях пілотом літака C-130E на авіабазі Дайс, Техас. У жовтні 1972 — січні 1973 року Ч. Голланд на курсах бойової підготовки екіпажів літаків AC-130E, авіабаза Гарлбарт Філд, Флорида. Потім, з січня 1973 по січень 1974 — командир екіпажу літака AC-130E/H, льотчик-інструктор і льотчик зі стандартизації та оцінки 16-ї ескадрильї спеціальних операцій, авіабаза Убон, Таїланд.
У 1974—1977 роках служив у Західній Німеччині на авіабазі Рамштайн, спочатку як штабний офіцер з повітряних операцій директорату повітряних перевезень штаб-квартири ПС США в Європі (лютий 1974 — січень 1976), а потім офіцером з планування спільних практичних занять Центру повітряних військових перевезень у Європі (січень 1976 — квітень 1977).
У травні 1977 року Ч. Голланд поступив до магістратури космічного машинобудування технологічного інституту Повітряних сил, яку закінчив у грудні 1978 року. Потім, з січня 1979 по березень 1983 року — начальник відділення управління польотами космічних кораблів «Спейс Шаттл», пізніше заступник директора з політики планування та заступник командира управління космічних кораблів на авіаційній базі в Лос-Анджелесі в Каліфорнії.
Літом 1983 року він продовжив навчання на курсах перепідготовки пілотів C-130E на авіабазі Літтл-Рок, Арканзас. З вересня 1983 по червень 1985 року Ч. Голланд на чолі 21-ї тактичної військово-транспортної ескадрильї на авіабазі Кларк-Філд, Філіппіни. У липні 1985 — червні 1986 року він навчався в Індустріальному коледжі ЗС США.
З червня 1986 по червень 1987 офіцер служив в апараті заступника начальника штабу ПС з досліджень, розробок і закупівель заступником начальника відділу повітряних перевезень і бойової підготовки директорату оперативних потреб. Потім, з червня 1987 по червень 1988 року служив в управлінні помічника міністра ПС начальником відділу повітряних перевезень і бойової підготовки директорату стратегії, сил спеціальних операцій і повітряних перевезень військового заступника з питань закупівель.
У червні 1988 — червні 1991 року заступник командира і командир 1550-го авіакрила з підготовки екіпажів бойових літаків на авіабазі Кіркланд, Нью-Мексико.
20 червня 1991 року полковник Ч. Голланд призначений командиром 1-го авіаційного крила спеціальних операцій на авіабазі Гарлбарт Філд, Флорида. У червні 1993 його призначено заступником командувача Об'єднаного командування спеціальних операцій у Форт Брегг, Північна Кароліна.
У червні 1995 — червні 1997 року генерал Ч. Голланд командувач Командування спеціальних операцій ЗС США в зоні Тихого океану на базі Корпусу морської піхоти Кемп Сміт на Гаваях. З 9 липня 1997 по 5 серпня 1999 він очолював Командування спеціальних операцій Повітряних сил США на авіабазі Гарлбарт Філд, Флорида. У серпні 1999 — жовтні 2000 року заступник командувача ПС США в Європі на авіабазі Рамштайн, Німеччина.
26 липня 2000 року генерала Голланда було представлено до звання повного генерала і призначено кандидатом на посаду командувача Командування спеціальних операцій Збройних сил США. 7 вересня кандидатура Голланда була схвалена Сенатом США.
З 27 жовтня 2000 року він вступив у посаду й керував силами спеціальних операцій протягом майже трьох років — до 2 вересня 2003 року. 1 листопада 2003 року генерал Ч. Голланд пішов у відставку.